# Ascocephalophora
Ascocephalophora — рід грибів родини Endomycetaceae. Назва вперше опублікована 1995 року.

## Класифікація
До роду Ascocephalophora відносять 2 види:
- Ascocephalophora petasiformia
- Ascocephalophora petasiformis